# 長国造
長国造（ながのくにのみやつこ・ながこくぞう）は、後の令制国の阿波国南部、現在の徳島県南部を支配した国造。
『先代旧事本紀』「国造本紀」によれば、成務天皇の御世に、観松彦伊呂止命の9世孫の韓背足尼を国造に定められたとされる。
長国造の領域は、那賀川流域を中心とする、現在の徳島市、小松島市、阿南市、勝浦郡、那賀郡、海部郡にわたる地域とされ、国造氏族は長直氏とされる。だが、一般に直姓の国造は凡直姓の国造より支配地域は狭かったたとみられており、長直氏の姓が直であることから粟国造である粟凡直氏より下に置かれたともされる。このため、律令制直前には粟国造の領域に併合されていたとも考えられている。

## 参考資料
- 黒板勝美 他・編『古事記・先代旧事本紀・神道五部書（新訂増補 国史大系 第7卷）』 吉川弘文館、1966年
- 角川日本地名大辞典編纂委員会・編『角川日本地名大辞典（徳島県）』 角川書店、1986年